# Joseph de Maimieux
Joseph de Maimieux (1753-1820), noble émigré en Allemagne au moment de la Révolution, rentre en France en 1797. Il invente une « sorte de système de langage universel » qu’il expose dans Pasigraphie ou Premiers éléments du nouvel art-science, d’écrire et d’imprimer en une langue, de manière à être lu et entendu dans toute autre langue sans traduction… (Paris, 1797), complété par Pasigraphie et pasilalie, (Paris, an VIII) et Carte générale pasigraphique (1808). 
Selon Hœfer, il aurait aidé Firmas-Périés à rédiger sa Pasitélégraphie

## Œuvres
- 1788 : Éloge philosophique de l'impertinence
- 1797 :  Pasigraphie ou Premiers éléments du nouvel art-science, d’écrire et d’imprimer en une langue, de manière à être lu et entendu dans toute autre langue sans traduction…
- 1800 : Pasigraphie et pasilalie, (Paris, an VIII)
- 1802 : Épître familière au sens commun sur la pasigraphie et la pasilalie
- 1803 : Propylée
- 1808 : Carte générale pasigraphique.
- 1811 : Céleste Paléologue, roman historique, traduit du grec

## Sources
- Hœfer, Nouvelle biographie générale, Paris, Didot, t. 32, col. 893-894.